# Heinrich XIII. von Pappenheim

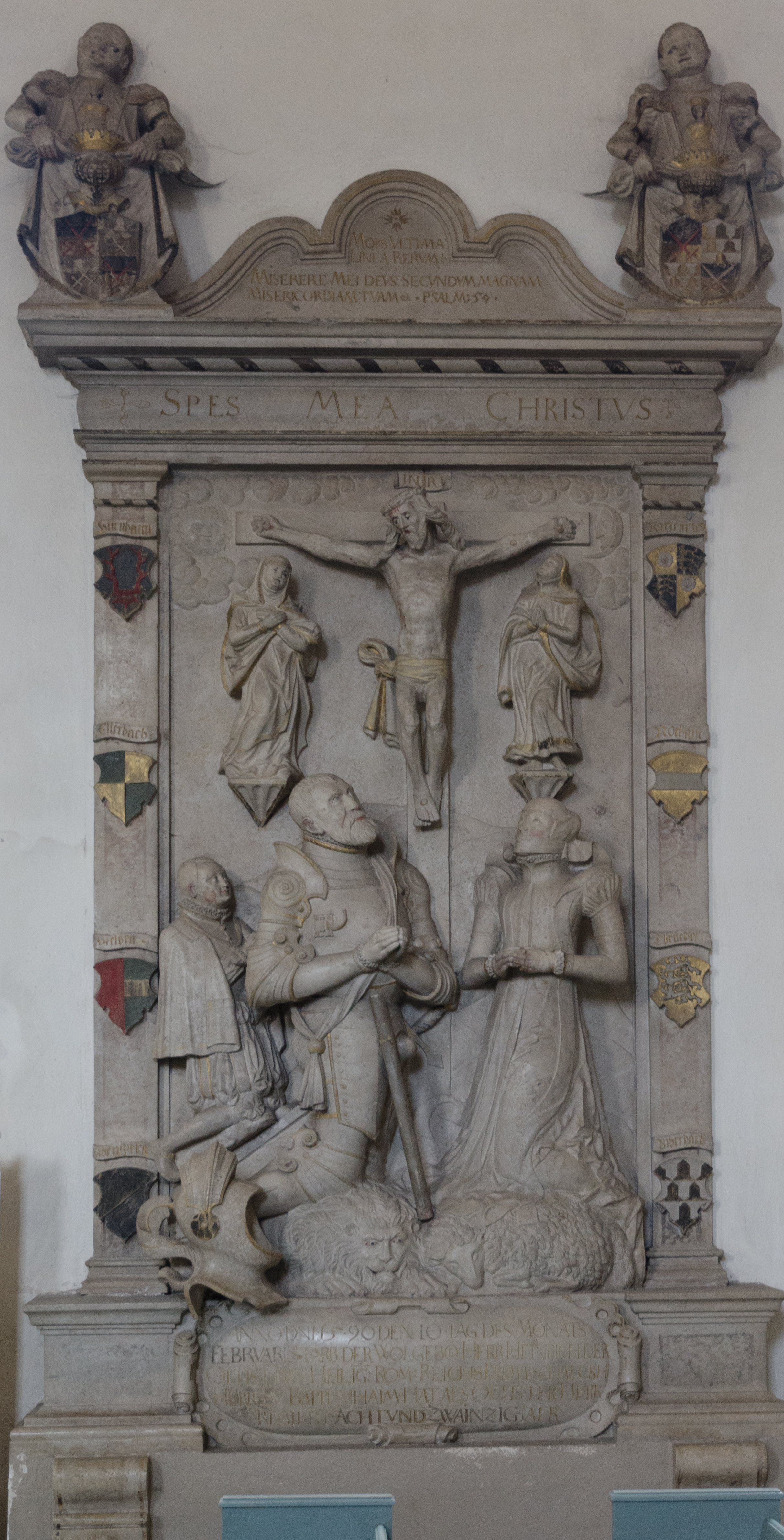
Epitaph Heinrichs von Pappenheim in der Stadtpfarrkirche zu Pappenheim

Heinrich XIII. von Pappenheim (* 16. Jahrhundert; † 12. Februar 1590) war erzherzöglicher Rat von Österreich, Bayerischer Rat und Pfleger in Wemding im Ries. Ab dem Jahr 1562 hatte er das Seniorat inne.

## Leben
Heinrich war ein Sohn von Heinrich Burghard I. († 1547) und seiner Gemahlin Anna von Hürnheim († 1567). Er hatte noch einen Bruder Alexander und eine Schwester Barbara. Im Gegensatz zu seinem Bruder Alexander, bekannte sich Heinrich zum evangelischen Glauben. Nach einer militärischen Laufbahn, in der er als Leutnant diente, wurde er Rat unter Erzherzog Ferdinand I. von Österreich und später Bayerischer Rat, sowie Pfleger in Wemding. Nach dem Tod Marschalls Christoph von Pappenheim aus der Alesheimer Linie übernahm er 1562 das Seniorat des Hauses Pappenheim. Noch im gleichen Jahr erhielt er alle dazugehörigen Privilegien von Kurfürst August in Sachsen. 1566 wiederholte Kaiser Maximilian II. die Vergabe der Privilegien. Ebenso wurden die Belehnungen erneut von Kaiser Rudolf II. im Jahr 1577 und nochmals vom Kurfürsten von Sachsen, 1586, vollzogen. In Pappenheim tat sich Heinrich durch Bautätigkeit hervor.
Von seinen insgesamt drei Ehen, ging nur ein Nachkomme aus der ersten Ehe hervor. Mit Margareta von Pappenheim-Treuchtlingen hatte er den gemeinsamen Sohn Heinrich Rudolf. Margareta brachte das Dorf Dettenheim und eine Hälfte von Rehlingen mit in die Ehe. Nach ihrem Tod 1576 vermählte er sich mit Cäcilia von Seiboldsdorff. In dritter Ehe war er mit Ursula von Schaumberg verheiratet, die ihn bis 1612 überlebte. Sein Epitaph befindet sich in der Stadtkirche St. Marien in Pappenheim und trägt folgende Inschrift:

„Mors ultima linea rerum.

Miserere mei Deus secundum magnum misericordiam tuam. Ps 50

Anno Domini 1590. den 10. Tag des Monaths Februarii, starb der Wohlgeborene Herr HEINRICH, der Aeltest, des Heil. Römischen Reichs-Erb-Marschalck, Herr zu Pappenheim. Hat als Aeltester regiert 28. Jahr.“

## Nachkommen
- Heinrich Rudolf (* 30. September 1564; † 1580 in Besançon, Frankreich), verstarb an einer Krankheit (evtl. der Pest)